# Dolomedes sagittiger
Dolomedes sagittiger är en spindelart som beskrevs av White 1849. Dolomedes sagittiger ingår i släktet Dolomedes och familjen vårdnätsspindlar. Inga underarter finns listade i Catalogue of Life.